# Kaldbaksbotnur
Kaldbaksbotnur est un village des îles Féroé situé sur l'île de Streymoy.
Le village est constitué de seulement une ferme. Il est relié à Tórshavn par une route depuis 1980.

## Trajet
La ville est à 16 minutes de la capitale Tórshavn.